# TIO (Verein)
Der Treff- und Informationsort e. V. (TIO) ist ein Treff- und Informationsort für Migrantinnen aller Nationalitäten. Die Einrichtung wurde 1978 in West-Berlin unter dem Namen „Treff- und Informationsort für Frauen aus der Türkei“ zunächst nur für Türkinnen und Kurdinnen gegründet und war das erste Angebot dieser Art in der geteilten Stadt. TIO ist seit 1996 Gründungsmitglied der Interessengemeinschaft Qualifizierungsprojekte für Migrantinnen (IGIP).

## Anliegen
Die Weiterbildungsprojekte von TIO streben „die Verbesserung der Lebenssituation und die gleichberechtigte Teilhabe von Frauen mit Migrationshintergrund in den Bereichen von Arbeitsmarkt, Familie und Politik [...] mittels Bildung und Beratung“ an.

## Geschichte
Die Berlindienliche Forschung förderte ab 1979 eine dreijährige wissenschaftliche Untersuchung der Beratungseinrichtung. Daraufhin erfolgte die erste öffentliche Förderung. Am 25. September 1984 geriet der Verein durch einen Anschlag in die Schlagzeilen, bei der eine Frau getötet wurde und eine zweite schwere Verletzungen davontrug. Eine Anklage gegen einen Tatverdächtigen endete mit Freispruch aus Mangel an Beweisen. Die politische Orientierung des Täters wurde dem Umfeld der Grauen Wölfe zugeordnet. TIO-Angebote erhalten projekt- und zielgruppenbezogene Förderungen vom Berliner Senat, dem europäischen Sozialfonds, der Berliner Agentur für Arbeit und dem Bundesministerium für Bildung und Forschung. Seit 2003 ist TIO jedoch von drastischen Kürzungen betroffen.

## Auszeichnungen
Nach Angaben des Vereins (Website) erhielt TIO  Auszeichnungen und weitere Förderungen, so etwa im Jahr 2000 von Bundespräsident Johannes Rau. Ende 2002 wurde die TIO-Organisation mit der mit 15 000 Euro dotierten Auszeichnung für Völkerverständigung der Edzard Reuter Stiftung ausgezeichnet. Die Laudatio hielt Bischof Wolfgang Huber.